# 임채빈
임채빈(1995년 8월 3일 ~ )은 대한민국의 성우로, 2019년 대원방송 성우극회 공채 10기로 입사했다.

## 학력
- 한국방송예술진흥원(성우학과/학사)

## 출연 작품

### 애니메이션
- 나의 히어로 아카데미아 - 미믹, 호크스, Mr. 브레이브, 얼러트 외 각종 단역
- 마법사 프리큐어! - 오루바, 그리드라 3, 돈그리드라, 성대 외 각종 단역
- 미래소년 코난(재더빙) - 두케, 준, 가루, 파스코
- 신 도라에몽 시리즈 - 각종 단역
- 신 도라에몽 스페셜 3기 - 각종 단역
- 반요 야샤히메 - 히스이, 은화, 비두근, 승정, 청귀, 도깨비 삼총사, 도깨비 오총사, 요령수 외 각종 단역
- 부호형사 Balance:UNLIMITED - 유모토 텟페이
- 블랙 클로버 - 제논 조그라티스, 이나 아빠, 마쿠사 노스, 오노비 신호, 스벤킨 가타드 외 각종 단역
- 원피스 시리즈
- 원피스 무사의 나라 편 - 퀸, 시모츠키 야스이에, 청년 이누아라시, 스코퍼 가반 외 각종 단역
- 유희왕 VRAINS - 각종 단역
- 유희왕 SEVENS - 문인학, 문현학
- 조이드 와일드 제로 - 류크 대장, 클라우드 대위
- 호빵맨 - 푸딩소년, 볏섬소년, 하모니카소년, 튀김스님, 송어초밥맨, 깨비맨
- 보틀맨 - 차보성, 김수조
- 마루코는 아홉살 - 나르, 야마구치, 카와다, 강초
- 오소마츠 6쌍둥이
- 작은 아씨들 - 서튼, 베이커, 칼
- 작은 아씨들 - 조의 아이들 - 잭 포드, 사일러스
- 꼭두각시 서커스 - 조지 라로슈, 나카마치 히로오, 오자키, 야마나카, 오라치오, 푸 클로드 보와로
- 카드파이트!! 뱅가드 overDress - 이시가미 자쿠사
- 닥터 스톤 STONE WARS
- 트로피컬 루즈! 프리큐어 - 버틀러, 드래곤 버틀러 외 각종 단역
- 쾌걸 조로리 ~불성실하면서도 성실한~ - 각종 단역
- 쾌걸 근육맨 2세 - 프린트맨
- 베리베리 뮤우뮤우 뉴~♡ - 킷슈
- 트리비아 퀘스트(넷플릭스) - 윌리
- 시광대리인 -Link Click- - 정시우
- 치치핑핑
- 내 친구 반인반어(KBS) - 치치
- 디지몬 고스트 게임(재능TV) - 정원식, 서브마리몬
- 부탁해요! 포코타 이장님 - 부르독, 그리포

### 애니메이션 영화
- 도라에몽 극장판 시리즈
- 극장판 도라에몽: 진구의 도라비안 나이트 - 카심
- 극장판 도라에몽: 진구와 구름왕국 - 다가로의 아빠
- 극장판 도라에몽: 진구의 신 공룡 - 공룡 박사
- 스트레인지 월드 - 하디

### 특촬물
- 가면라이더 지오 - 안희준 / 어나더 고스트, 카신, 고태근 / 어나더 히비키, 가루루, 유민호, 서인화, 정민우, 성민우 외 각종 단역
- 가면라이더 뉴 제네레이션 FOREVER - 포제
- 극장판 가면라이더 지오 Over Quartzer - 삼돌이
- 가면라이더 제로원 - 개그봇 / 베로사 마기어, 김만석, 닥터 훌륭한, 워즈, 안유민, 김철수 / 펭귄 레이더, 박사봇, 119봇 / 맘모스 마기어, 정필중 / 배틀 레이더, 윤유준, 강경환의 남동생, 이태윤 아빠, 영업부장, 개그봇, 래퍼 외 각종 단역
- 극장판 가면라이더 제로원 REAL × TIME - 문준철 / 가면라이더 아바돈
- 가면라이더 세이버 - 데자스트 / 가면라이더 펄션, 오리 메기도 / 백조 메기도, 김진호
- 파워레인저 다이노소울 - 스트롱건 형제 동생, 사탄 마이너소어, 팬텀 마이너소어
- 파워레인저 루팡포스 vs. 패트롤포스 - 자미고 델마, 어린 초신성, 윤하늘, 다르팽 바초(1화, 3화), 훔치르트 페기(5~6화), 브리츠(9~10화), 자르댕 호우(20화), 소바로크 더 블로우(23화), 두더 산부(35화), 골렘(39화), 듀공 매너티(40화), 조감독(11화), 경찰관(14화), 양신태(19화), 서은하 아빠 외 각종 단역
- 파워레인저 젠카이저 - 전려욱(젠카이저)
- 극장판 가면라이더: 세이버X젠카이저 슈퍼 히어로 전기 - 전려욱(젠카이저)
- 파워레인저 돈브라더즈 - 전려욱(젠카이저 블랙), 운남규 / 기사룡귀 / 기사룡킹, 김자반 / 초력귀, 독각고등학교 교장 / 지구귀 / 지구킹, 고교생 장기 기사 / 고속귀 / 고속킹, 구자경 / 전자귀 / 전자킹, 채운찬 / 닌자귀 / 닌자킹, 주광남 / 폭룡귀 / 폭룡킹, 어묵아저씨 / 특수귀 / 특수킹, 트레이너

### 드라마 CD
- 섹시 산타 카리스마(ACO) - 제프 외
- 비의도적 연애담(ACO) - 최인호 외
- 누구란 질문에 답은 없다(야해) - 서항 외
- 신입사원(ACO) - 우승현
- 들이닥치다(ACO) - 정류진
- 1월의 버킷리스트 (새벽세시) - 오이도

### 오디오북
수상한 사람들
악의의 질량
양과 늑대의 요람
사르르, 일상
미래를 보는 투자자 

### 게임
- 던전앤파이터 - 악동 스완
- 메이플스토리 - 와일드헌터
- 무기미도 - 울버린, Mr.Fox
- 스매시 레전드 - 오공
- 원신 - 레온
- 카운터사이드 - 최지훈
- 쿠키런: 킹덤 - 캡사이신맛 쿠키
- 황혼의 신부 - 제이드 벨루아